# Clinopodium amissum
Clinopodium amissum — вид квіткових рослин з родини глухокропивових (Lamiaceae).

## Біоморфологічна характеристика
Квітки лаванди з пурпуровими вкрапленнями.

## Поширення
Ендемік північно-західної Мексики.
Вулканічні передгір'я. Вирубуваний низькорослий ліс. На висотах 300–460 метрів. Нечасто..